# Etheostoma kanawhae
The Kanawha darter (Etheostoma kanawhae) là một loài cá thuộc họ Percidae. Nó là loài đặc hữu của Hoa Kỳ.